# Гай Ліциній Вар
Гай Ліциній Вар (лат. Gaius Licinius Varus; ? — після 218 до н. е.) — політичний, державний та військовий діяч часів Римської республіки, консул 236 року до н. е.

## Життєпис
Походив з плебейського роду Ліцинії Варів. Син Публія Ліцинія Вара. 
У 236 до н. е. Гая Ліцинія було обрано консулом разом з Публієм Корнелієм Лентулом Кавдіном. Під час своєї каденції з успіхом діяв проти паданських галлів у Цізальпійській Галлії. Потім вирушив до Корсики (її нещодавно відібрали в Карфагена), де його легат Марк Клавдій Главція уклав мир з корсами. Ліциній відмовився підтверджувати цю угоду й розпочав кампанію проти корсів, зрештою змусивши останніх беззастережно визнати владу Риму.
У 218 році до н..е був членом римського посольства на чолі із Квінтом Фабієм Максимом Веррукозом до Карфагену, яке намагалося розв'язати конфлікт з Карфагенту за Сагунт (захоплений Ганнібалом Баркою). Після оголошення Римом війни Карфагену Гай Ліциній Вар разом з іншими членами посольства відвідали Іспанію, Массілію, після цього повернулися до Риму. Ймовірно невдовзі Гай Ліциній помер.

## Родина
- Публій Ліциній Вар, претор 208 року до н. е.